# Juan Bautista Rivarola Matto
Juan Bautista Rivarola Matto (Asunción, Paraguay, 12 de noviembre de 1933-14 de octubre de 1991) fue un periodista, narrador, ensayista y dramaturgo paraguayo, cuya obra destacó a pesar de desarrollarse en el contexto del stronismo, un periodo de fuerte represión política y censura que limitó la actividad literaria en Paraguay. Su producción literaria y periodística representó una de las pocas voces disidentes durante esa época, contribuyendo al panorama cultural del país.

## Infancia y juventud
Nació en la ciudad de Asunción el 12 de noviembre de 1933, en pleno desarrollo de la guerra del Chaco. Era hijo de Octaviano Rivarola Bogarín y Victorina Matto. Proveniente de una familia de antiguos pobladores de Paraguay, estuvo profundamente vinculado a las costumbres y tradiciones de su pueblo, a las cuales profesó un profundo amor y devoción a lo largo de su vida.

## Primeros pasos
Fue alumno de primeras letras del maestro Juan Pedro Escalada y cursó sus estudios en el Colegio Seminario de San Carlos. En la década de 1960, formó parte de los grupos armados que se enfrentaron a la dictadura de Alfredo Stroessner.
Continuó su formación académica en la Universidad de Buenos Aires, donde estudió derecho y filosofía. A lo largo de su vida, se dedicó intensamente al estudio, alcanzando un vasto conocimiento en diversas disciplinas, con un enfoque particular en la historia.
Desde su niñez, estuvo involucrado en movimientos de revueltas y revoluciones. En 1947, a los trece años de edad, participó activamente en la revolución de los pynandi, tomando partido por los revolucionarios.
Como muchos de su generación, Rivarola Matto se comprometió con la vida política nacional y, debido a la represión dictatorial, vivió en el exilio durante más de dos décadas. Regresó a Paraguay en 1979, momento en el que se dedicó al periodismo, labor que desempeñó hasta su fallecimiento en 1991.

## Trayectoria
En 1979, Juan Bautista Rivarola Matto regresó definitivamente a Paraguay y comenzó a ejercer como periodista en el Diario Hoy. En 1980, junto con Álvaro Ayala, fundó Ediciones NAPA, en un contexto de mínima actividad editorial en el país. A pesar de las dificultades económicas que llevaron al cierre de la editorial en 1984, la iniciativa logró publicar 42 obras de autores paraguayos, contribuyendo a la difusión de la literatura nacional y ampliando su espacio dentro de la sociedad paraguaya.
Además de su labor editorial, escribió artículos y editoriales para el periódico ABC Color. Realizó múltiples viajes a Europa, donde complementó su formación académica y dictó conferencias sobre diversas temáticas.

## Obras
Algunas de sus obras publicadas:
- Karai Rréi oha'ãramoguare tuka'ē kañy o de cuando Caraí Rey jugó a las escondidas (1980)
- Diagonal de sangre. La historia y sus alternativas en la Guerra del Paraguay (1986)[nota 2]
- San Lamuerte (1986)
- El santo de Guatambú (1988)
- Yvypóra (1970)[nota 3]
- La isla sin mar (1987)
- Bandera sobre las tumbas (1991)
- El niño santo: Vidas y muerte de Chirito Aldama (1994)
- La abuela del bosque: novela (2001)

## Premios
- San Lamuerte (1986) fue galardonada con el Premio Gabriel Casaccia.
- El niño santo obtuvo el 1.º Premio V Centenario 1991.
- Vidas y muerte de Chirito Aldama recibió el 2.º Premio V Centenario 1991.

Ambas últimas obras fueron premiadas diez días después de su fallecimiento y publicadas póstumamente en 1994.

## Últimos años
Falleció en Asunción el 14 de octubre de 1991.